# Faè
Faè is een plaats (frazione) in de Italiaanse gemeente Oderzo.